# Miotragocerus

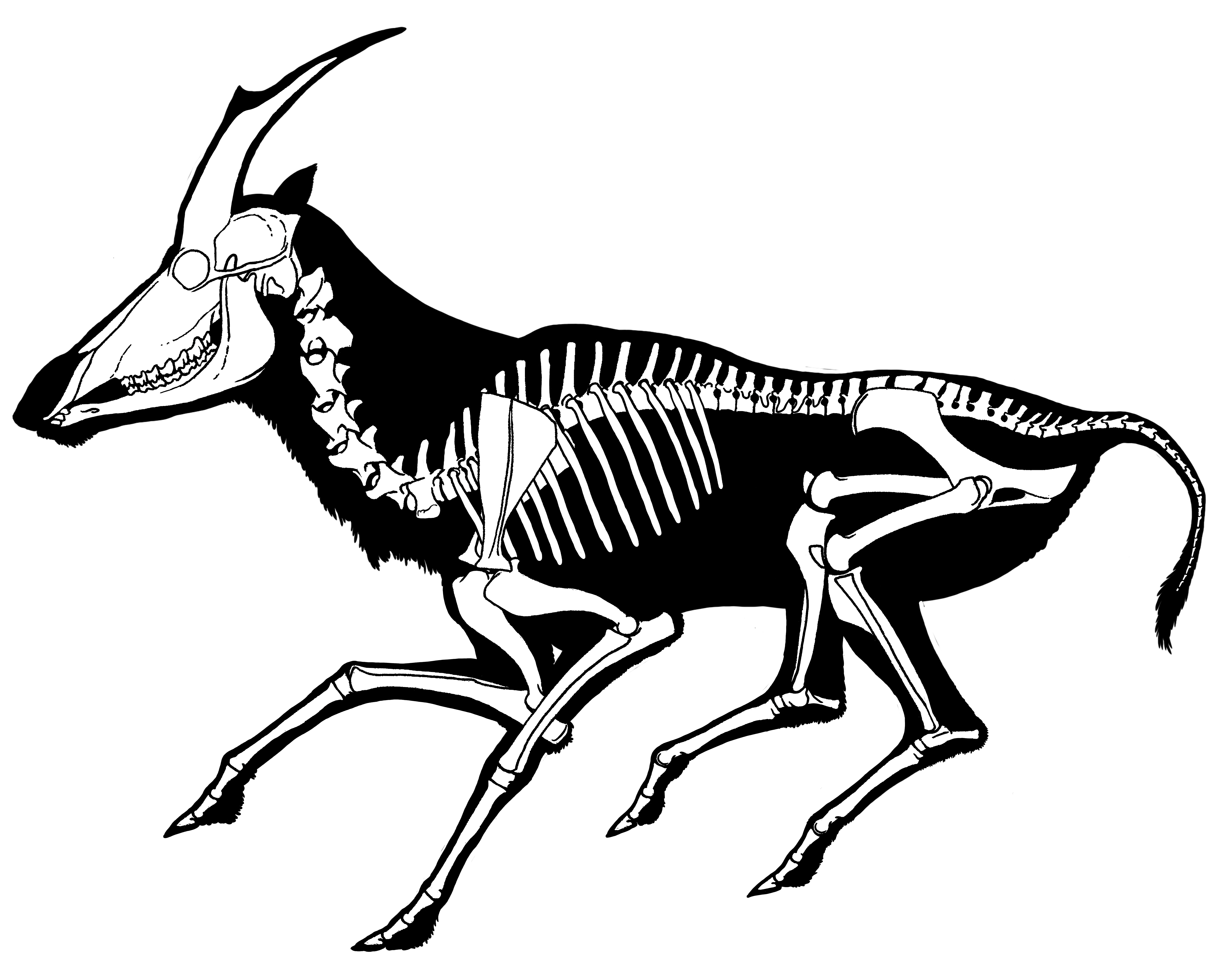

Miotragocerus є вимерлим видом антилоп, який колись мешкав у Європі 10–8 мільйонів років тому. Швидше за все, вони були браузерами, судячи з їхніх скам’янілих зубів і форми щелепи. Ймовірно, вони жили поблизу водойм, як, наприклад, багато видів антилоп сьогодні.